# Laghetto Moesola
Der Laghetto Moesola (Laghetto in Italienisch für «kleiner See») ist ein See auf der Passhöhe des San-Bernardino-Passes im schweizerischen Kanton Graubünden.

## Geographie
Der See liegt an der niedrigsten Stelle des Passübergangs in einer von Norden nach Süden verlaufenden Mulde zwischen dem Marscholhorn im Westen und dem Piz Uccello im Osten. Er wird durch die wenig oberhalb des Sees entspringende Moesa sowie von mehreren namenlosen Bächen gespeist, die mehrheitlich an der steileren Westseite in den See münden. Im See liegen eine grössere und zwei kleinere Inseln. Die grosse Insel ist fischförmig und erhebt sich bis rund 6 Meter aus dem See. Auf ihr liegt ein kleiner See. In der Rundhöckerlandschaft am Pass finden sich zahlreiche weitere kleine bis sehr kleine Bergseen.
An seinem westlichen Ufer verläuft die alte Passstrasse, am östlichen Ufer ein Wanderweg. Am Nordende des Sees steht ein Gasthaus, am Südende des Sees fliesst die Moesa ab.

## Geschichte
Am Laghetto Moesola kam es am 7. März 1799 bei Schnee und Kälte zu einer kriegerischen Auseinandersetzung zwischen einem französischen Heer unter General Claude-Jacques Lecourbe sowie rund 100 Österreichern und 500 Mann des Rheinwalder Landsturms. Die Franzosen schlugen die Rheinwalder in die Flucht und marschierten im Tal ein.

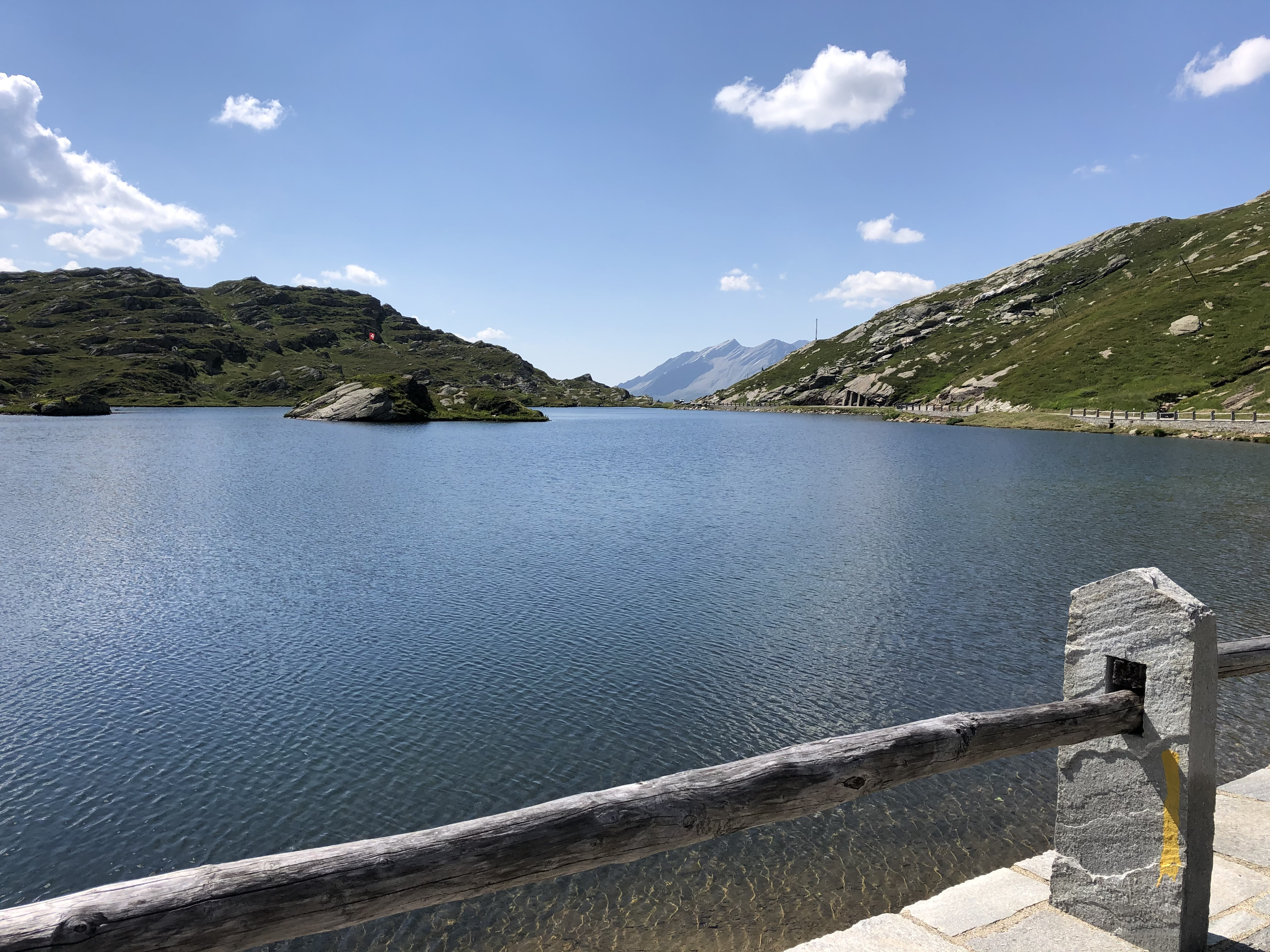
Blick nach Süden
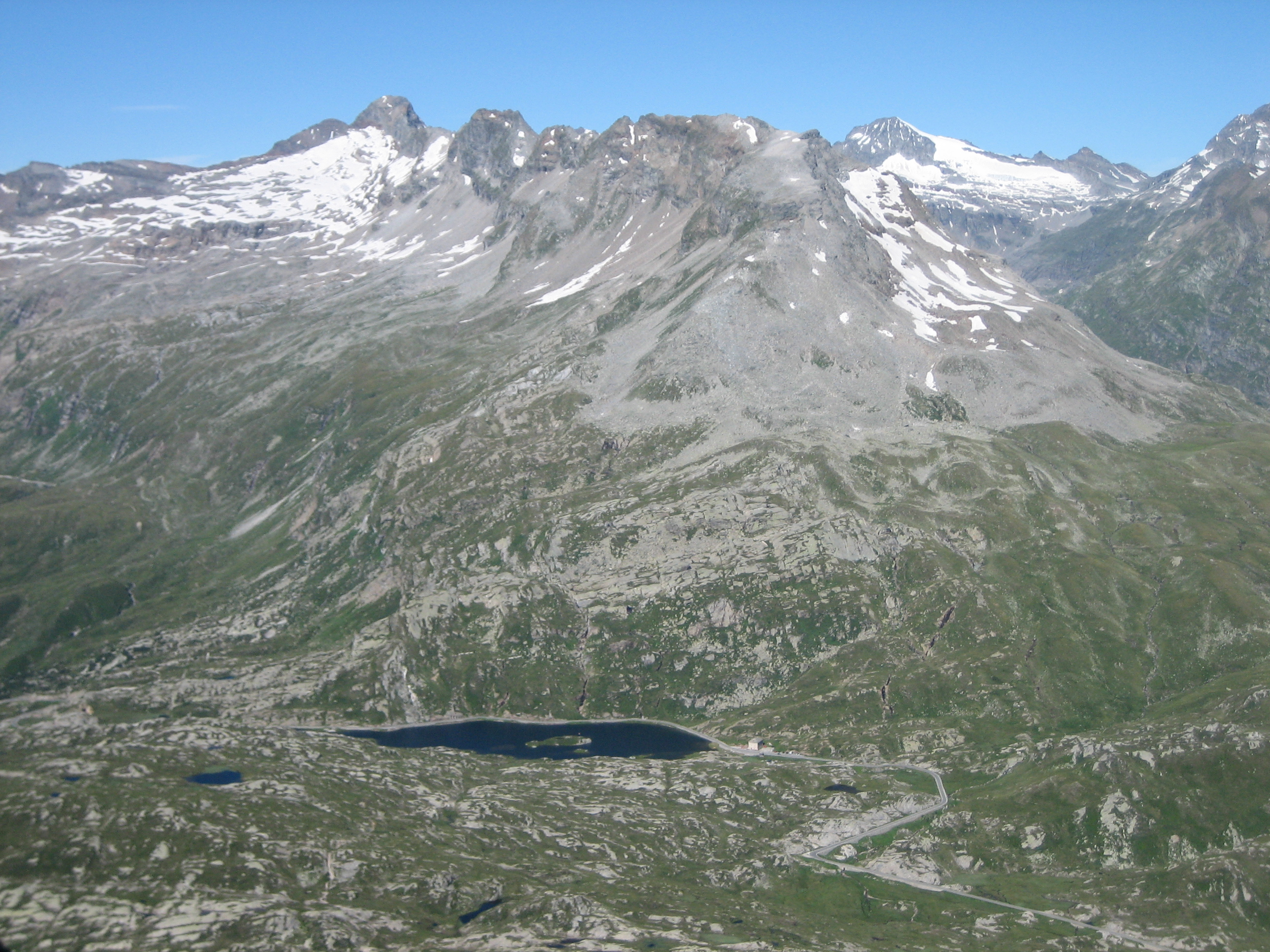
Ansicht vom Piz Uccello